# Campvièlh
El Campbieil o pic de Campbieil és una muntanya de 3.173 m d'altitud, amb una prominència de 271 m, que es troba al massís de Nhèuvièlha, al departament dels Alts Pirineus (França).
La primera ascensió la va realitzar Loupot l'any 1848.